# 대영 제국의 기 목록
대영 제국의 통치 기간 동안 자치령, 식민지, 보호령, 위임통치령 그리고 다른 영토들이 가지는 깃발들이며, 대부분 깃발에 영국의 국기, 유니언 잭이 들어가는 공통점이 있다. 파란색 깃발이 주류를 이루며, 일부 지역하고 식민지들은 다른 색을 깃발에 사용했다.

## 유럽

영국령 헬골란트섬
건지섬 (19세기–1936)
이오니아 제도 합중국
몰타 왕령식민지 (19세기)
몰타 왕령식민지 (1875–1898)
몰타 왕령식민지 (1898–1923)
몰타 왕령식민지 (1923–1943)
몰타 왕령식민지 (1943–1964)
키프로스 (1881–1922)
키프로스 (1922–1960)

## 아시아

영국령 버마
실론
말라야 연합
영국령 홍콩 (1871–1876)
영국령 홍콩 (1876–1955)
영국령 홍콩 (1955–1959)
영국령 홍콩 (1959–1997)
인도 제국
회사령 인도
라부안
북보르네오 (1882–1948)
북보르네오 (1948–1963)
사라왁
믈라카
피낭
싱가포르 (1946–1952)
싱가포르 (1952–1959)
해협 식민지 (1904–1925)
해협 식민지 (1925–1946)
영국령 웨이하이웨이
아덴
영국 위임통치령 팔레스타인

## 아프리카

영국령 카메룬
영국령 동아프리카
영국령 중앙아프리카 보호령
케이프 식민지
영국령 서아프리카
영국령 감비아
영국령 골드코스트
영국령 케냐
라고스 식민지
오일 리버스 보호령
나이저 코스트 보호령
북부 나이지리아 보호령
남부 나이지리아 보호령
영국령 나이지리아 (1914–1952)
영국령 나이지리아 (1952–1960)
북로디지아
니아살랜드 (1914–1919)
니아살랜드 (1919–1964)
로디지아 니아살랜드 연방 (1959–1963)
나탈 식민지
오렌지 강 식민지
세인트헬레나 (1874–1984)
세인트헬레나 (1984–)
세이셸 (1903–1961)
세이셸 (1961–1976)
시에라리온 (1889–1914)
시에라리온 (1916–1961)
영국령 소말릴란드 (1903–1950)
영국령 소말릴란드 (1950–1952)
영국령 소말릴란드 (1952–1960)
영국령 남아프리카 연방 (1910–1912)
영국령 남아프리카 연방 (1912–1928)
남로디지아 (1923–1964)
로디지아 (1964–1968, 1979–1980)
탕가니카
트란스발 식민지
우간다
영국령 모리셔스 (1869–1906)
영국령 모리셔스 (1906–1923)
영국령 모리셔스 (1923–1968)
로얄 나이저 회사 (1887–1888)
로얄 나이저 회사 (1887–1889)
위투 보호령 (1893–1920)

## 아메리카

앵귈라 (1990–)
앤티가 바부다 (1956–1962)
앤티가 바부다 (1962–1967)
도미니카 연방 (1955–1965)
도미니카 연방 (1965–1978)
바하마 (1869–1904)
바하마 (1904–1923)
바하마 (1923–1953)
바하마 (1953–1964)
바하마 (1964–1973)
바베이도스 (1870–1966)
버뮤다 (1875–1910)
버뮤다 (1910–1999)
버뮤다 (1999–)
영국령 기아나 (1875–1906)
영국령 기아나 (1906–1919)
영국령 기아나 (1919–1954)
영국령 기아나 (1954–1966)
영국령 캐나다 (1868–1921)
영국령 캐나다 (1922–1957)
영국령 캐나다 (1957–1965)
케이맨 제도 (1958–1999)
케이맨 제도 (2000–)
포클랜드 제도 (1876–1925)
포클랜드 제도 (1925–1948)
포클랜드 제도 (1948–1999)
포클랜드 제도 (1999–)
그레나다 (1875–1903)
그레나다 (1903–1967)
그레나다 (1967–1974)
영국령 온두라스 (1870–1919)
영국령 온두라스 (1919–1981)
자메이카 (1875–1906)
자메이카 (1906–1957)
자메이카 (1957–1962)
자메이카 (1962)
영국령 리워드 제도 (1871–1956)
몬트세랫
뉴펀들랜드 식민지
뉴펀들랜드 자치령 (1904–1949)
세인트키츠 네비스-앵귈라 연합 (1958–1967)
세인트키츠 네비스-앵귈라 연합 (1967–1983)
세인트루시아 (1875–1939)
세인트루시아 (1939–1967)
세인트빈센트 그레나딘 (1877–1907)
세인트빈센트 그레나딘 (1907–1979)
트리니다드 토바고 (1889–1958)
트리니다드 토바고 (1958–1962)
터크스 케이커스 제도 (1889–1968)
터크스 케이커스 제도 (1968–1999)
터크스 케이커스 제도 (1999–)
밴쿠버섬 (1849–1866)
영국령 버진아일랜드
영국령 윈드워드 제도 (1886–1903)
영국령 윈드워드 제도 (1903–1953)
영국령 윈드워드 제도 (1953–1960)
서인도 연방 (1958–1962)
로어 캐나다 (1791-1841)
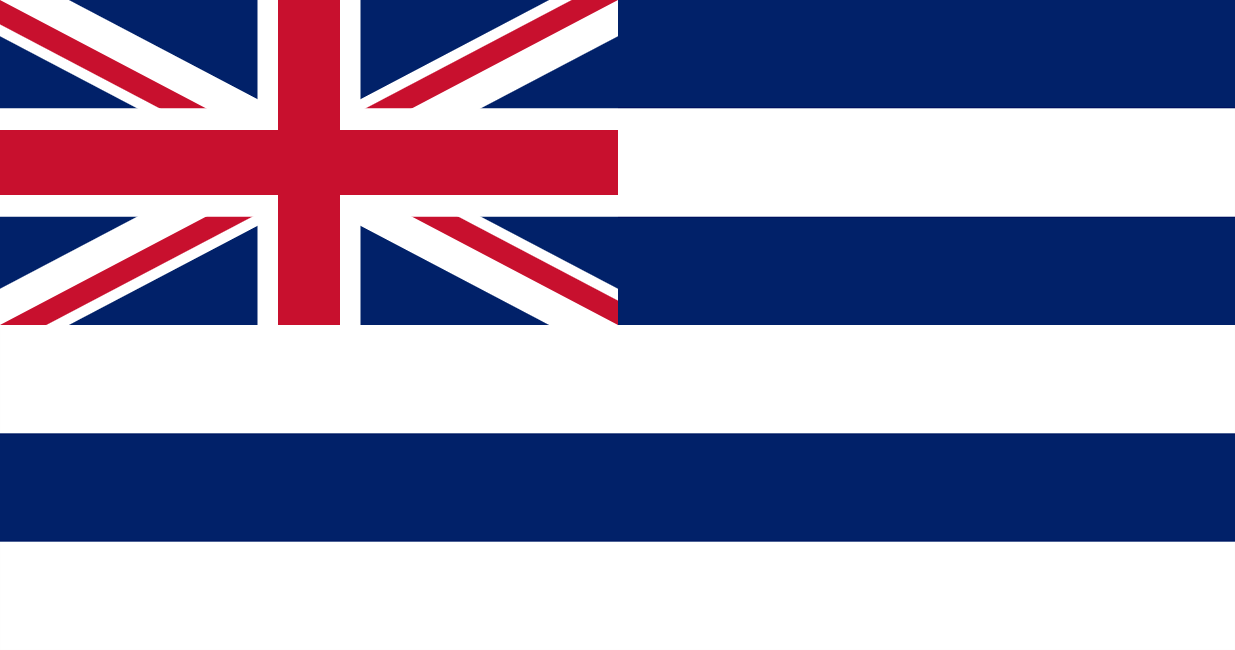
영국령 모스키토코스트 (1824-1860)

## 오세아니아

쿡 제도 연방 (1893–1901)
피지 (1877–1883)
피지 (1883–1908)
피지 (1908–1924)
피지 (1924–1970)
길버트 엘리스 제도 (1932–1976)
영국령 뉴헤브리디스 제도 (1906–1953)
영국령 뉴헤브리디스 제도 (1953–1980)
뉴헤브리디스 제도 (1969)
뉴질랜드 (1867–1869)
뉴사우스웨일스 식민지 (1867–1870)
뉴사우스웨일스 식민지 (1870–1876)
뉴사우스웨일스 식민지 (1876–1901)
영국령 파푸아 (1906–1949)
퀸즐랜드 식민지 (1859)
퀸즐랜드 식민지 (1870–1876)
퀸즐랜드 식민지 (1876–1901)
사우스오스트레일리아 식민지 (1870–1876)
사우스오스트레일리아 식민지 (1876–1901)
라로통가 왕국 (1888–1893)
태즈메이니아 식민지 (1875)
태즈메이니아 식민지 (1875–1901)
투발루 (1976–1978)
서사모아 (1922–1962)
솔로몬 제도 (1906–1947)
솔로몬 제도 (1947–1956)
솔로몬 제도 (1956–1966)
솔로몬 제도 (1966–1977)
빅토리아 식민지 (1870–1877)
빅토리아 식민지 (1877)
빅토리아 식민지 (1877–1901)

## 다른

대영 제국 (1910–1921)
대영 제국 (1921)
대영 제국 (1930–1945)

## 같이 보기
- 영국의 기 목록